# 滋賀文教短期大学
滋賀文教短期大学（しがぶんきょうたんきだいがく、英語: Shiga Bunkyou Junior College）は、滋賀県長浜市田村町に本部を置く日本の私立短期大学。1952年大学設置。大学の略称は文教短大。

## 概観

### 大学全体
- 滋賀県長浜市に所在する日本の私立短期大学で、設置主体は学校法人松翠学園。
- 1952年に岐阜県濃北短期大学として岐阜県郡上郡八幡町[注 1]において開学。1962年度より学科の増設により2学科体制となる。以後、学科数に増減なし。
- 1975年度より、琵琶湖の東に位置する滋賀県長浜市内に移転。男女共学である。
- 2025年度の入学生を最後に[注釈 1]、短期大学としての使命を終えることが決定した。

### 建学の精神（校訓・理念・学是）
- 滋賀文教短期大学における建学の精神は「信義・至誠・質実・温和・漸進」となっている[2]。

### 教育および研究
- 滋賀文教短期大学には、開学当初からの国文科がありその学科には全国の短大でも数少ない書道に関する専門科目がある。

### 学風および特色
- 滋賀文教短期大学には、国際感覚と語学力を磨くことのねらいから「海外研修」が設けられている。

## 沿革
- 1940年
  - 3月：岐阜県郡上市八幡町に郡上高等実科女学校開講
- 1952年
  - 3月5日：左記を以て文部省[注 2]より短期大学の設置が認可される[注 3]。
  - 4月1日：岐阜県濃北短期大学（ぎふけんのうほくたんきだいがく）として以下の学科体制にて開学[5]。
    - 国文科 入学定員50名

  - 初代理事長兼学長として松本富士之助就任。
- 1954年
  - 5月1日：学生数[6]/定員
    - 国文科 208[注 4]/100
- 1957年
  - 12月25日：岐阜短期大学（ぎふたんきだいがく）と改称[注 5]。
  - 同県郡上八幡市に建設[8]。
- 1958年
  - 5月1日：学生数[9]/定員
    - 国文科 106[注 6]/100
- 1959年
  - キャンパスを移転[10]。
- 1960年
  - 8月：松本不二夫が2代目学長に就任。
- 1962年
  - 4月1日：以下の学科を増設する[11]。
    - 保育科 入学定員40名[注 7]

  - 5月1日：学生数[12]/定員
    - 国文科 61[注 8]/90
    - 保育科 3[注釈 2]/40
- 1963年
  - 5月1日：学生数[13]/定員
    - 国文科 101[注 9]/80
    - 保育科 22[注釈 2]/80
- 1972年
  - 4月1日：保育科が以下の学科に改組される[14]。
    - 初等教育科 入学定員50名[注 10]

  - 5月1日：学生数[16]/定員
    - 国文科 61[注 11]/80
    - 初等教育科 36[注 12]/50
      - 保育科 15[注釈 2]/40
- 1973年
  - 5月1日：学生数[17]/定員
    - 国文科 76[注 13]/80
    - 初等教育科 87[注 14]/100
- 1975年
  - 4月1日：滋賀県長浜市にキャンパスを移転。滋賀文教短期大学とする[注 15]。
  - 5月1日：学生数[19]/定員
    - 国文科 102[注 16]/80
    - 初等教育科 238[注 17]/100
- 1980年
  - 3月：松本久栄が3代目学長に就任。
- 1985年
  - 5月1日：学生数[20]/定員
    - 国文科 98[注釈 3]/80
    - 初等教育科 195[注 18]/100

  - 4月1日：国文科の入学定員を40→80に増員[注 19]。
  - 4月：国文科に書道コース、秘書コースを設置。
  - 5月1日：学生数[26]/定員
    - 国文科 107[注 20]/120
    - 初等教育科 143[注釈 3]/100
- 1987年
  - 5月1日：学生数[27]/定員
    - 国文科 150[注 21]/160
    - 初等教育科 144[注 22]/100
- 1989年
  - 4月：初等教育科に初等教育コース、総合科学コースを設置。
- 1992年
  - 5月1日：学生数[注 23]/定員
    - 国文科 351[注釈 3]/160
    - 初等教育科 325[注 24]/100
- 1993年
  - 4月：国文科に国文・書道コースを設置。初等教育科のコース制を廃止。
- 1994年
  - 4月：国文科に国文講座、書道講座、秘書講座を設置。
- 1996年
  - 4月：国文科に国文コース、書道コース、秘書コースを設置。
  - 5月1日：学生数[30]/定員
    - 国文科 146[注釈 4]/160
    - 初等教育科 140[注 25]/100
- 1997年
  - 4月1日：国文科の入学定員を80→60に減員[31]。
  - 5月1日：学生数[32]/定員
    - 国文科 118[注 26]/140
    - 初等教育科 126[注釈 4]/100
- 1998年
  - 4月：国文科の秘書コースを廃止し、観光文化コースを設置。初等教育科に初等教育コース、音響映像コースを設置。
- 1998年
  - 5月1日：学生数[33]/定員
    - 国文科 106[注 27]/120
    - 初等教育科 112[注 28]/100
- 1999年
  - 4月：松本博文が4代目学長に就任。
- 1999年
  - 5月1日：学生数[34]/定員
    - 国文科 94[注 29]/120
    - 初等教育科 92[注釈 4]/100
- 2001年
  - 4月：初等教育科の音響映像コースを廃止し、教育情報コースを設置。
- 2004年
  - 4月：国文科の観光文化コースを廃止。
- 2004年
  - 4月1日：国文科の入学定員を60→50に減員[注 30]。
  - 4月：国文コース、書道コースとする[38]。
  - 6月：湖国カルチャーセンターを開所
- 2005年
  - 2月：タイ王国セントジョーンズカレッジと姉妹提携。
- 2006年
  - 4月：初等教育科が指定保育士養成施設の指定を受ける。
- 2007年
  - 4月：国文科に国文課程、書道課程を設置。初等教育科に小学校教諭養成課程、保育士養成課程を設置。
- 2011年
  - 3月：第三者評価で適格と認定される。
- 2011年
  - 4月1日：以下、学科名を改称する[注 31]。
    - 国文科→国文学科[注 32]
    - 初等教育科→子ども学科に改称。
- 2015年
  - 4月：書道過程から日本文学コースに変更。
- 2016年
  - 3月：実習施設「翠湖館」完成。
- 2017年
  - 3月：（一財）短期大学基準協会による第三者評価にて「適格」認定
  - 第1回「本を紹介してみませんか〜POP・本の帯コンクール〜」開催。
- 2020年
  - 4月：滋賀文教短期大学長に松本英文氏就任。
- 2022年
  - 4月：滋賀文教短期大学長に松本秀章就任
    - 国文学科で認定絵本士の資格が取得可能になる。

  - 11月：創立70周年「松翠館」完成。
- 2023年
  - 3月：（一財）短期大学基準協会にて「適格」認定。
- 2024年
  - 4月1日：2024年度 子ども学科の認定絵本士取得が可能になる。

## 基礎データ

### 所在地
- 滋賀県長浜市田村町335

### 交通アクセス
- 西日本旅客鉄道（JR西日本）北陸本線「田村駅」から徒歩7分[41]。
- 北陸道長浜ICまたは米原ICから自動車で約15分[41]。

### 象徴
- ホームページほか、右記資料もって正式に廃止となる[注 33]

## 教育および研究

### 組織

#### 学科
- 国文学科 入学定員50名[44] 日本文学課程からなる。
- 子ども学科 入学定員50名[44] 小学校教諭養成課程と保育士養成課程からなる。保育士課程は2006年度にスタートした。取得する資格や免許によりどちらかの課程に所属することになっている。

#### 専攻科
- なし

#### 別科
- なし

##### 取得資格について
（この節の出典：）
資格
- 保育士：子ども学科保育士養成課程にて取得できる。2006年度より設置された。
- 司書：図書館法で規定された公共図書館の専門職員のことで、図書館で資料の選択・収集・分類・目録作成の業務や、利用者の求めに応じた資料・情報を提供するサービス等を行う。 国文学科日本文学課程・書道課程にて取得できる。かつては、子ども学科小学校教諭養成課程でも取得できた。
- 司書教諭：小学校・中学校・高等学校等の学校図書館で専門的職務に従事する教員のことで、資料の選択・収集・提供やの読書活動や情報活用に対する指導等を行うなそ、学校図書館の運営・活用の中心的な役割を担っている。司書教諭の資格を取得するには、教員免許状を有している必要がある。子ども学科小学校教諭養成課程にて取得できる。 子ども学科小学校教諭養成課程にて取得できる。かつては、国文学科日本文学課程・書道課程でも取得できた。
- 認定絵本士：認定絵本士は、講座で学んだ幅広い知識や技能等を活かし、図書館などの地域や職場で実際に絵本を使って、それらの魅力や可能性を伝え、地域の読書活動を充実させる役割が期待されている。認定絵本士の称号を得るためには、絵本専門士委員会（事務局:国立青少年教育振興機構）が定める｢認定絵本士養成講座カリキュラムに関するガイドライン｣に基づき、本学が開校する科目及び単位修得しなければならない。 また、認定後は、認定絵本土としての活動を通して、一定の実務・実践経験を積むことで、絵本の専門家である「絵本専門士」を目指すことも可能となる。 国文学科日本文学課程、子ども学科小学校教諭養成課程にて取得できる。こども学科は令和6年度入学生より取得が可能。
- 実践キャリア実務士：キャリアデザインやキャリアプランニング、それらにともなう能力開発についての知識・技能を修得し、その力を活かして、刻々と変化する社会環境においても自らキャリアの切り開きながら、活躍できる人材に与えられる。 実践キャリア実務士の資格を得るためには、一般財団法人全国大学実務教育協会が定める実務キャリア実務士資格認定規程に基づき、本学が定める科目及び単位を修得し、資格到達目標を達成しなければならない。また、履修開始時には、「教育課程編成表」と「到達目標達成度評価表」の確認を行い、履修終了後は、「到達目標達成度評価表」により、自己評価の実施が必要である。 国文学科日本文学課程にて取得できる。
- キャンプインストラクター：キャンプインストラクター資格は、法人日本キャンプ協会が認定する、粗織キャンプある期離な目的や教育的な狙いを避けるための手段としく行われ、指導者によって運営、開されるキャンプにおいて、体験活動やキャンプのプログラム等の指導を行う役割を担うことができる指導者として認められる資格である。体験活動やキャンプの意義、安全などの知識を学ぶとともに、実際にアクティビティを体験しながら、プログラムの指導についても学ぶ。 国文学科日本文学課程、子ども学科小学校教諭養成課程にて取得できる。
- リーブノートレイスレベル１インストラクター：リーブノートレイスレベル１インストラクター資格は、米国Leave No Trace Center for Outdoor Ethics（通称LNTセンター）が認定する、野外での体験活動を展開する指導者、管理者のために適した資格である。参加者、児童生徒に対してLNTワークショップや、日常的な野外指導を通じて、LNTを伝える役割を担うものである。 カリキュラムは、LNT7原則の中から特定のトピックスを選び、他の受講生に対して、ワークショップのティーチングを行うものである。参加者は、このティーチングや、インストラクターからの補足を通じて、LNT7原則の基礎的なスキルを身につけていく。これらの学修を通じて、指導者としてLNTの必要性を理解し、LNTを実践できるようになる。 国文学科日本文学課程、子ども学科小学校教諭養成課程にて取得できる。令和6年度入学生より取得が可能。

教職課程
- 小学校教諭二種免許状：子ども学科の小学校教諭養成課程に所属する必要がある。
- 幼稚園教諭二種免許状：子ども学科のいずれの課程でも取得できる。

### 研究
- 『滋賀文教短期大学紀要』[46]

## 学生生活

### サークル活動
（この節の出典：）
滋賀文教短期大学のサークル活動には、図書館、アウトドア、バドミントンがある。
- 図書館サークル：図書館の研究、施設見学、輪読会、図書館への就活について、顧問である図書館長から支援を受けながら活動している。
- アウトドアサークル：登山、キャンプを行っている。
- バドミントンサークル：バドミントンだけでなく、バレーボールやフラフープ、卓球、ドッジボールを行っている。

### ゼミ活動
- 神谷ゼミ（マンガ）[47]
- 池田ゼミ（源氏物語）[47]
- 吉田ゼミ（近代文学）[47]
- 有山ゼミ：絵本について研究する。令和7年度より開講される。
- 前田ゼミ：児童文学について研究する。令和4年度まで開講されていた。

### ボランティア活動
（この節の出典：）
- 春の交通安全：交通安全運動の周知、日ごろの交通安全意識の高揚を目的に活動する。
- びわ湖長浜ツーデーマーチ：滋賀県のウォーキングイベントで、休憩所を運営する。
- 棚田の草刈り：中山間地域で、棚田保全のために草刈りをおこなう。

### 学園祭
- 滋賀文教短期大学の学園祭は「翠湖祭」という名称で行なわれている。「翠」は学校法人の名である松翠学園から、「湖」は1975年に岐阜県から長浜市に移転開学したことを機に地域のシンボルである琵琶湖を冠したことに由来する[48]。
- 「翠湖祭」 歴代大学祭
- 2001年度（第27回） 「make you □□（キラキラ）（この□□の中になにか言葉を入れてみてください。その皆さんの考えた□□によってこの大学祭が成り立つのです。）
- 2002年度（第28回） 「make you ☆☆」
- 2003年度 情報なし
- 2004年度 情報なし
- 2005年度 情報なし
- 2006年度 情報なし
- 2007年度 情報なし
- 2007年度（第33回） 「一期一会」
- 2008年度（第34回） 「PASSION！」
- 2009年度 情報なし
- 2010年度（第36回） 「楽しんでなんぼ！！」
- 2011年度 情報なし
- 2012年度（第38回） 「ぶんぶんAutumn Fes.2012」 「音楽の集い〜音の並木道」と合同開催
- 2013年度（第39回） 「お・も・て・な・す Festival 2013」音の並木道と合同開催
- 2014年度（第40回） 「ありのままの学園祭2014」音の並木道と合同開催
- 2015年度（第41回） 「Best  day ever」
- 2016年度（第42回） 「つながるいろ」
- 2017年度（第43回） 「笑 和 輪」
- 2018年度（第44回） 「大人も子どもも笑いな祭」
- 2019年度（第45回） 「とても平静（平成）ではいられない！！おもしれーわ（令和）の始まりだ！！」
- 2020年度（第46回） 開催中止
- 2021年度（第47回） 開催中止
- 2022年度（第48回） 「秋は来ても、飽きはこない」
- 2023年度（第49回） 「色彩」
- 2024年度（第50回）  命洸祭×翠湖祭  「つくれATP!まわせ頭脳！はたらけ筋肉！」「夢をかなえる50（Go）！50（Go）！文教！200」 長浜バイオ大学と共同開催 [48]

## 施設
- 本館
- 実習館
- 研究館：館内に学生食堂がある。
- 体育館
- 智徳館：「湖国カルチャーセンター」やインターネットコーナー、図書館、ラーニングカフェなどがある。
- 松翠館：いぶきホール、事務局、大講義室などがある。
- テニスコート
- グリーンハイツ：女子学生寮となっている。

## 対外関係

### 他大学との協定

#### タイ
- セントジョーンズカレッジ

### 関係校
- 環びわこ大学コンソーシアム

### 系列校
- 岐阜第一高等学校
- 岐阜女子高等学校

## 社会との関わり
- 書道講座、絵本を通して親子とのふれあい、ニュー・スポーツ体験講座など地域に短大での特色ある内容を公開している公開講座。短大にある湖国カルチャーセンターにて行なわれている。

## 卒業後の進路について

### 編入学・進学実績
- 国文学科：高岡法科大学・朝日大学・岐阜女子大学・京都学園大学・梅花女子大学ほか
- 子ども学科：種智院大学・岐阜経済大学・大阪大谷大学・大阪産業大学・びわこ学院大学ほか